# Dimipokhari
Dimipokhari (nep. दिमिपोखरी) – gaun wikas samiti w środkowej części Nepalu w strefie Dźanakpur w dystrykcie Ramechhap. Według nepalskiego spisu powszechnego z 2001 roku liczył on 729 gospodarstw domowych i 3608 mieszkańców (1885 kobiet i 1723 mężczyzn).